# Banff World Media Festival

Logo des Festivals

Das Banff World Media Festival (bis 2010: Banff  World  Television  Festival) ist ein internationales Film- und Medienfestival und Treffen der Fernsehbranche. Es findet seit 1979 jährlich im kanadischen Banff statt.
Unter dem Namen Banff World Television Awards werden in verschiedenen Kategorien Wettbewerbe unter den eingereichten Fernsehproduktionen aus aller Welt abgehalten. Die Gewinner erhalten den Rockie Award, darüber hinaus werden Grand Prize Awards vergeben. An einzelne Filmschaffende werden die Sonderpreise (Special Achievement Awards) Sir Peter Ustinov Comedy Award, Award of Excellence, Award of Distinction und Lifetime Achievement Award (Preis für die Lebensleistung) verliehen. Neben den Wettbewerben werden Seminare veranstaltet über Konzepte, Formate, Filmfinanzierung und -verkauf sowie andere Themen der Fernsehbranche. Jährlich besuchen etwa 1700 Filmemacher und weitere Fachteilnehmer überwiegend von Fernsehsendern aus Kanada, den USA, Europa und Asien das Festival. Etwa 1000 Fernsehsendungen werden präsentiert. 
Das Festival ist nicht für die Allgemeinheit zugänglich. Es gehört der gemeinnützigen Stiftung Banff Television Festival Foundation und wird vom Stiftungsvorstand gemeinsam mit einem Privatunternehmen veranstaltet. Aufgabe der Stiftung ist es, „vorzügliche Leistungen bei der Fernsehprogrammgestaltung in Kanada und weltweit zu erkennen, zu entwickeln, zu feiern und zu ermutigen.“ Der Stiftungsvorstand ist mit Führungskräften aus der Medienbranche besetzt. Austragungsort ist das Banff Springs Hotel.
Seit seiner ersten Austragung 1979 wird das Festival als international bedeutendes Branchentreffen mit hohen Standards angesehen, das im Gegensatz zu anderen Filmfestivals der Fernsehbranche ein Forum bietet. 2010 fand es erstmals gemeinsam mit dem Festival für neue Medien nextMedia statt.